# Brenda Hollis

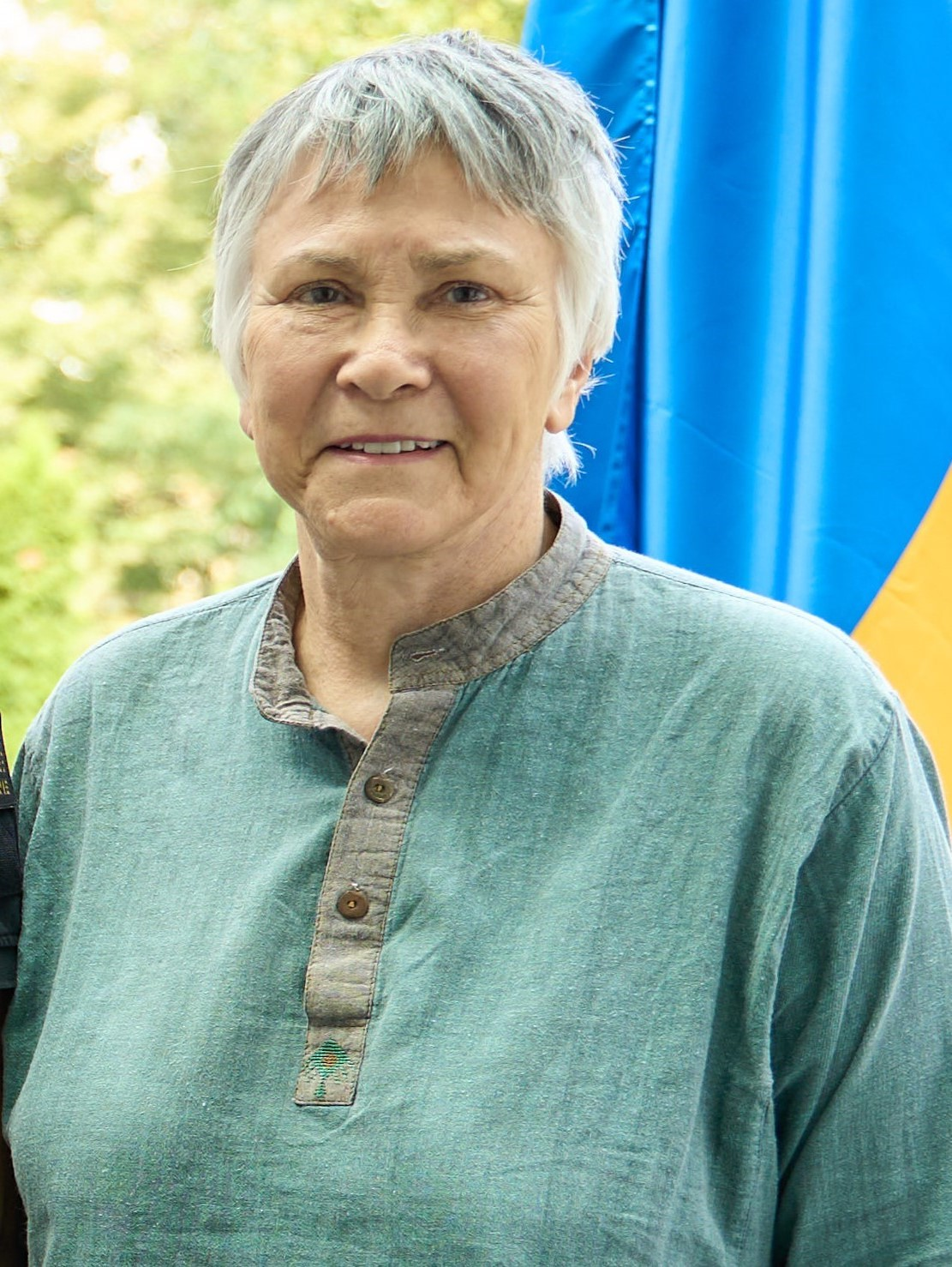
Brenda Hollis, 2023

Brenda Joyce Hollis (* in Washington, D.C.) ist eine US-amerikanische Juristin und seit 16. Februar 2010 Chefanklägerin des Sondergerichtshofs für Sierra Leone in Den Haag.

## Karriere
Hollis wuchs überwiegend in Alabama und Ohio auf. Sie absolvierte ein Graduiertenstudium an der Bowling Green State University und erhielt später an der University of Denver den Juris Doctor. Nach dem Studium in Ohio arbeitete sie in Niger und Senegal für das Peace Corps. Nach weiterem Studium in den Vereinigten Staaten schloss sie sich der US Army an und wurde Geheimdienstoffizier, involviert in den Vietnamkrieg und stationiert unter anderem in Ubon Ratchathani, Thailand. Eine ihrer Aufgaben war es, Flugzeugbesatzungen vor ihren Einsätzen in Vietnam und Laos zu unterrichten. Nach Ende des Vietnamkriegs und ziviler Tätigkeit an einer Law School in Denver wurde sie 1978 oder 1979  erneut Angehörige der US Air Force, hauptsächlich als Anklägerin im Judge Advocates Corps, verbunden mit intensiver Reisetätigkeit. Zur Zeit einer Stationierung auf der Rhein-Main Air Base in Frankfurt am Main während des Bosnienkriegs erreichte sie eine Anfrage aus Den Haag, die sie zum Umzug in die Niederlande bewog: Sie wurde zu einem der Ankläger im Internationalen Strafgerichtshof für das ehemalige Jugoslawien und in der Folge auch des Internationalen Strafgerichtshofs für Ruanda.

## Sierra-Leone-Tribunal
Die Berufung durch UN-Generalsekretär Ban Ki-moon zur Anklägerin des Sondergerichtshofs für Sierra Leone erfolgte im Februar 2010. Eine Aufgabe sehen Gericht, Anklage und internationale Medien in der Aufklärung des Handels mit Blutdiamanten zur Finanzierung von Aktivitäten im Bürgerkrieg in Sierra Leone. Dazu erfolgten Einvernahmen des Hauptangeklagten Charles Taylor oder von Naomi Campbell und Mia Farrow.